# آنالژسین
آنالژسین (با نام تجاری AGC) (به انگلیسی: Analgecine) یک عصاره ضد درد است که برای درمان کمردرد و نورالژی در چین تأیید شده‌است.